# Алеціо
Алеціо (італ. Alezio, сиц. Aleziu) — муніципалітет в Італії, у регіоні Апулія,  провінція Лечче.
Алеціо розташоване на відстані близько 510 км на південний схід від Рима, 155 км на південний схід від Барі, 34 км на південь від Лечче.
Населення — 5722 особи (2014).
Щорічний фестиваль відбувається 15 серпня. Покровитель — Madonna della Lizza.

## Демографія
Населення за роками:

Станом на 1 січня 2023 року в муніципалітеті офіційно проживало 118 іноземців з 32 країн, серед них 39 громадян країн Євросоюзу та 8 громадян України.

## Сусідні муніципалітети
- Галліполі
- Матіно
- Парабіта
- Саннікола
- Тульє